# 自由文化運動

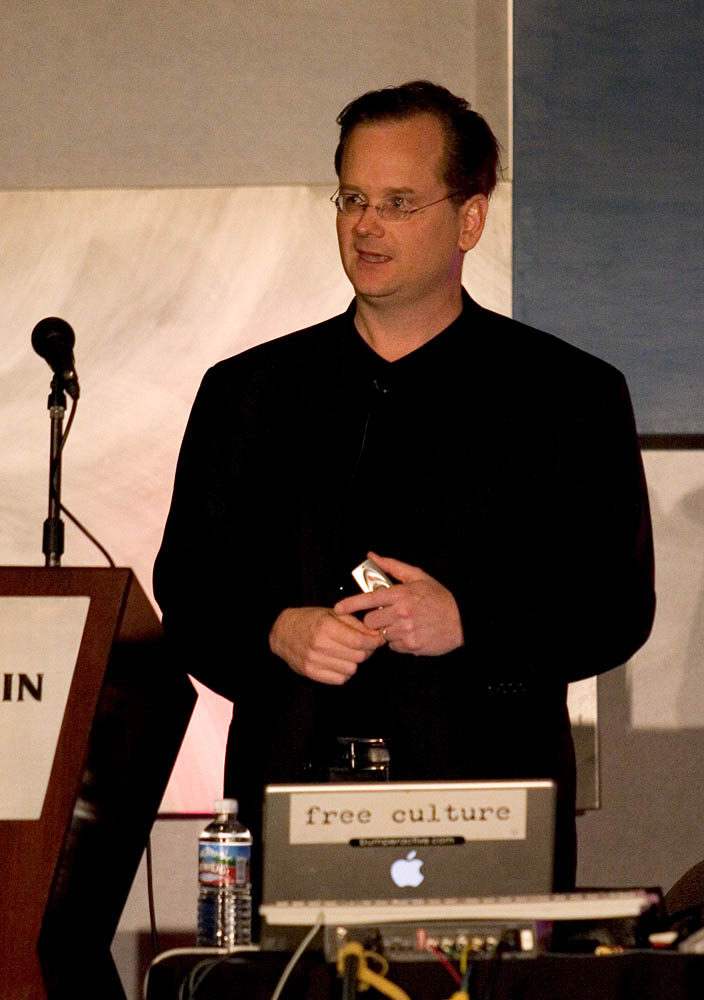
勞倫斯·雷席格 正站在一台貼有「自由文化」字样的電腦前面

自由文化運動（英語：Free culture movement）是提倡以網際網路或其他媒體，散佈、修改各式自由內容作品的社會運動。此運動反對當前太過限縮的著作權法，許多運動人士認為這樣的法律已經阻礙了創造力，並且稱呼這樣的系統為「許可制的文化」。
創用CC是勞倫斯·雷席格發起的組織，提供相關授權條款，讓創作者聲明在一定條件下分享自己的作品。該組織也提供線上搜尋引擎，供民眾搜尋以創用CC授權的作品。
自由文化運動在自由分享創作的立場上與自由軟體運動有志一同。自由軟體運動的成員理查·斯托曼，同時也是GNU 計劃發起人，提倡自由分享資訊，並以提出自由軟體為「是像『言論自由』那樣的自由，而不是免費」（free as in "free speech," not "free beer"）聞名。
今日，自由文化運動一詞與其他許多運動息息相關，諸如駭客文化、知識無界運動、著佐權運動等。
「自由文化」一詞出自 2003 年世界信息社会峰会，當中用這個詞呈獻第一份給藝術家使用的公眾授權條款—由法國著佐權倡議團體自 2001 年起草發展的「free art license」。而後，這個詞彙於 2004 年勞倫斯·雷席格的著作《自由文化》中繼續發展。

## 發展背景

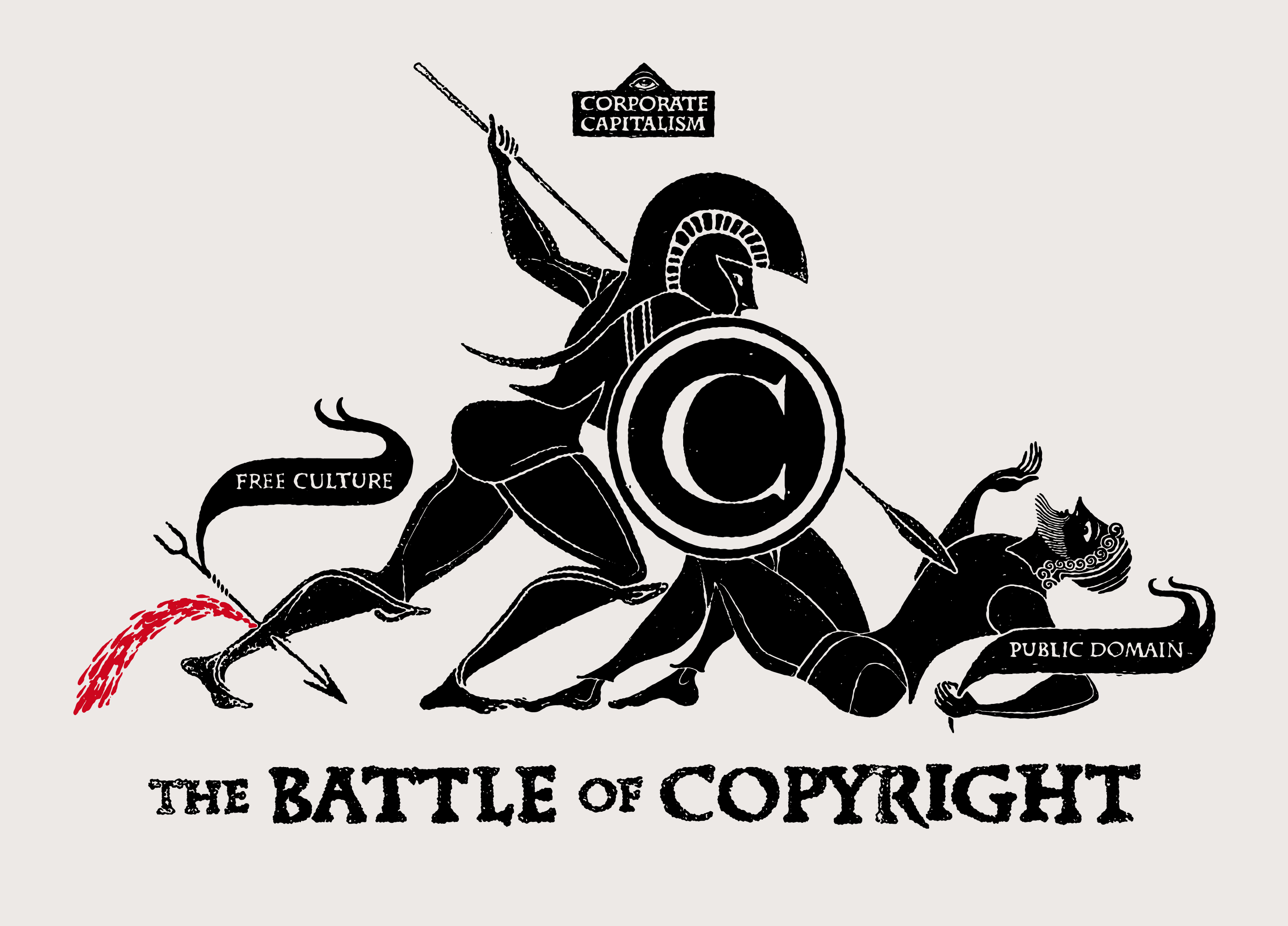
著作權世界裡，著作權法與自由文化、公共領域的戰爭。

在1998年，美國國會通過了桑尼·波諾版權期限延長法案，由柯林頓總統簽署。這份法案將著作權的期限延長了二十年，使得原先在著作人身後的著作權保護期限增加至七十年。因為這份立法過程經過像是迪士尼這樣的企業大力遊說，有時被戲稱為「保護米老鼠法案」。勞倫斯·雷席格表示，版權法是阻礙文化發展，知識共享和技術創新，且是基於私人利益（而不是公共利益）的立法。他在 1998 年到美國各地的校園演講，催生了自由文化運動，也為斯沃斯莫爾學院的自由文化學生組織奠立了基礎。
在1999年，雷席格挑戰了桑尼波諾法案，上訴到美國最高法院，儘管他有著勝訴的堅定信念，引援美國憲法內文關於「有限的」版權詞語，雷席格只拿到了兩張不同意見票，分別來自大法官史蒂芬·布雷耶與約翰·保羅·史蒂文斯。
在 2001 年，雷席格發起了創用CC，一個「保留部份權利」的許可制度來替代默認「保留所有權利」的版權制度。

## 定義「自由」
在自由文化运动中，创用CC被指责缺少自由的标准。因此，一些人认为只有部分创作共用协议符合自由文化作品的定义。在2008年2月，创用CC为其「姓名標示」（BY）和「姓名標示-相同方式分享」（BY-SA）协议增加了一个自由文化作品认证的标志。商业用途或衍生作品不需要特殊的标记。